# Championnats de Tunisie d'athlétisme 1984
Navigation
1983 1985
Les championnats de Tunisie d'athlétisme 1984 sont une compétition tunisienne d'athlétisme se disputant en 1984.

## Palmarès
| Discipline            | Hommes                      | Hommes          | Femmes          | Femmes       |
| --------------------- | --------------------------- | --------------- | --------------- | ------------ |
| 100 m                 | Messaoud Fguiri             | 11 s 1          | Selma Anane     | 12 s 2       |
| 200 m                 | Habib Dhouibi               | 22 s 1          | Selma Anane     | 25 s 6       |
| 400 m                 | Habib Dhouibi               | 48 s 1          | Selma Anane     | 58 s 3       |
| 800 m                 | Hichem Oueslati             | 1 min 52 s 1    | Sabah Ben Nasr  | 2 min 18 s 9 |
| 1 500 m               | Lotfi Rahali                | 3 min 54 s 6    | Sabah Ben Nasr  | 4 min 35 s 9 |
| 3 000 m               |                             |                 | Sonia Gharbi    | 9 min 48 s 7 |
| 5 000 m               | Abderrazak Gtari            | 14 min 27 s 9   |                 |              |
| 10 000 m              |                             |                 |                 |              |
| 100 m haies           |                             |                 | Selma Triki     | 15 s 9       |
| 110 m haies           | Abdessatar Mouelhi          | 14 s 8          |                 |              |
| 400 m haies           | Fadhel Khayati              | 54.5            | Khédija Gabsi   | 67 s 8       |
| 3 000 m steeple       | Mohsen Naïli                | 9 min 2 s 5     |                 |              |
| Relais 4 × 100 mètres | Club d'athlétisme de Mareth | 43 s 9          | Zitouna Sports  | 50 s 6       |
| Relais 4 × 400 mètres | Stade tunisien              | 3 min 17 s 3    | Zitouna Sports  | 4 min 14 s 1 |
| Saut en longueur      | Hatem Bachar                | 7,12 m          | Kawther Akrémi  | 5,63 m       |
| Triple saut           | Féthi Ouertani              | 15,20 m         |                 |              |
| Saut en hauteur       | Nasreddine Zaouali          | 2 m             | Kawther Akrémi  | 1,71 m       |
| Saut à la perche      | Choukri Abahnini            | 4,45 m          |                 |              |
| Lancer du poids       | Néjib Dimassi               | 15,28 m         | Latifa Nefzaoui | 12,42 m      |
| Lancer du disque      | Abderrazak Ben Hassine      | 52,60 m         | Nabila Mouelhi  | 40,24 m      |
| Lancer du marteau     | Youssef Ben Abid            | 55,64 m         |                 |              |
| Lancer du javelot     | Tarek Chaabani              | 69,78 m         | Hayet Ben Slama | 38,38 m      |
| Décathlon             | Hatem Bachar                | 6 835           |                 |              |
| Heptathlon            |                             |                 | Nadia Essoussi  | 2 597        |
| Marathon              | Béchir Bouhoula             | 2 h 43 min 30 s |                 |              |

## Sources
- L'Action tunisienne des 25 mai et 7 juin 1984